# Hüllgraben

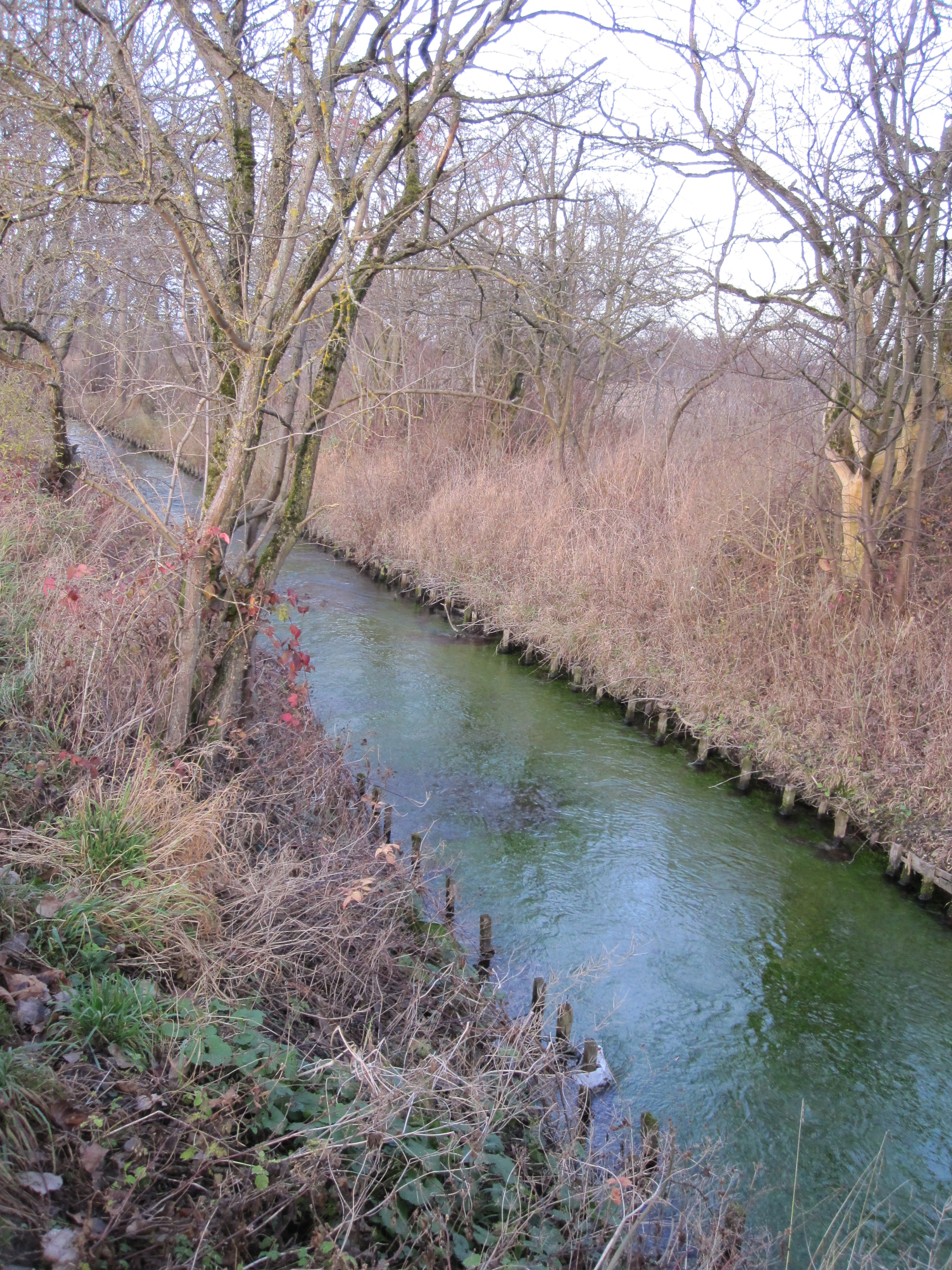
Hüllgraben

Der Hüllgraben ist ein künstlich angelegter Wasserlauf im Nordosten Münchens. Er führt als Fortsetzung des unterirdisch zugeleiteten Hachinger Bachs vom Zamdorfer Gleisdreieck in den Abfanggraben, der schließlich in den Mittlere-Isar-Kanal mündet. Dabei durchfließt er die Münchner Stadtteile Daglfing und Johanneskirchen im Stadtbezirk 13 Bogenhausen.
Der in Kirchtrudering gegenüber der Pfarrkirche St. Peter und Paul beginnende Truderinger Hüllgraben mündet in Daglfing in den Hüllgraben. Im Bereich des U-Bahnhofs Moosfeld verläuft er in einer auf der Decke des Bahnhofs verlegten Rohrleitung.
Der Hüllgraben wird von der ehemaligen Bahnstrecke der Feldkirchner Tangente auf einer Bogenbrücke gequert.

## Geschichte

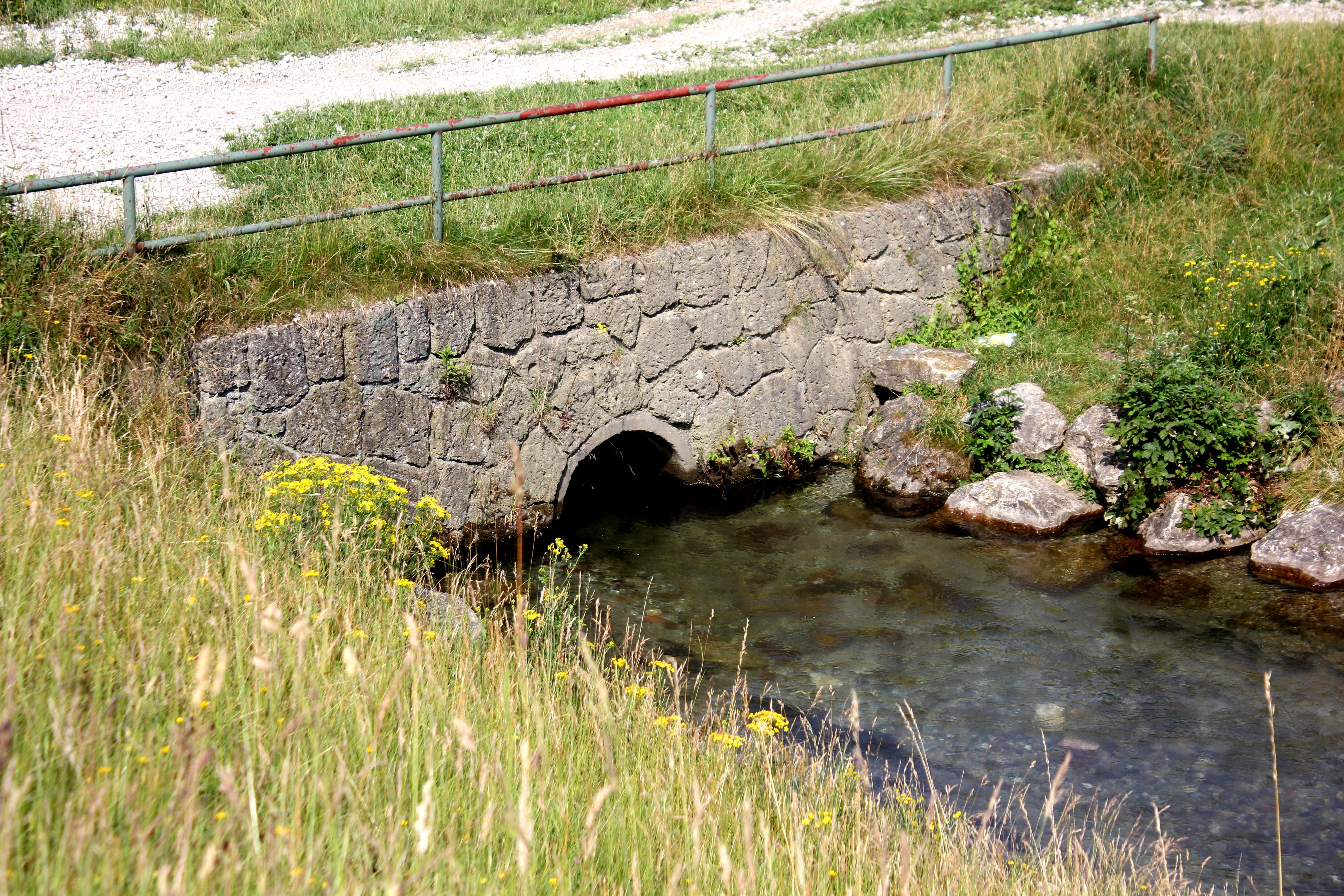
Hüllgrabenanfang am Zamdorfer Gleisdreieck

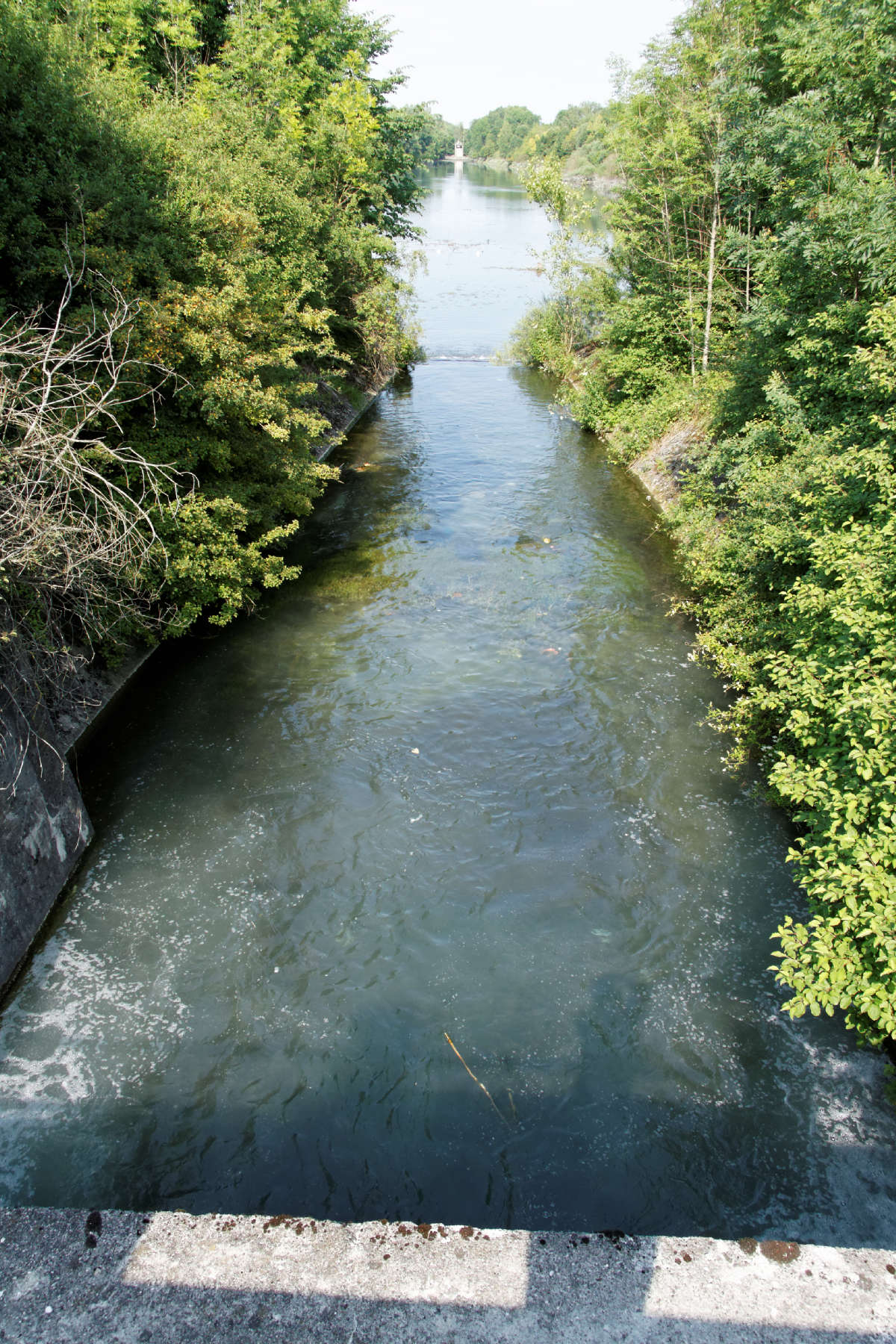
Übergang des Hüllgrabens in den Abfanggraben

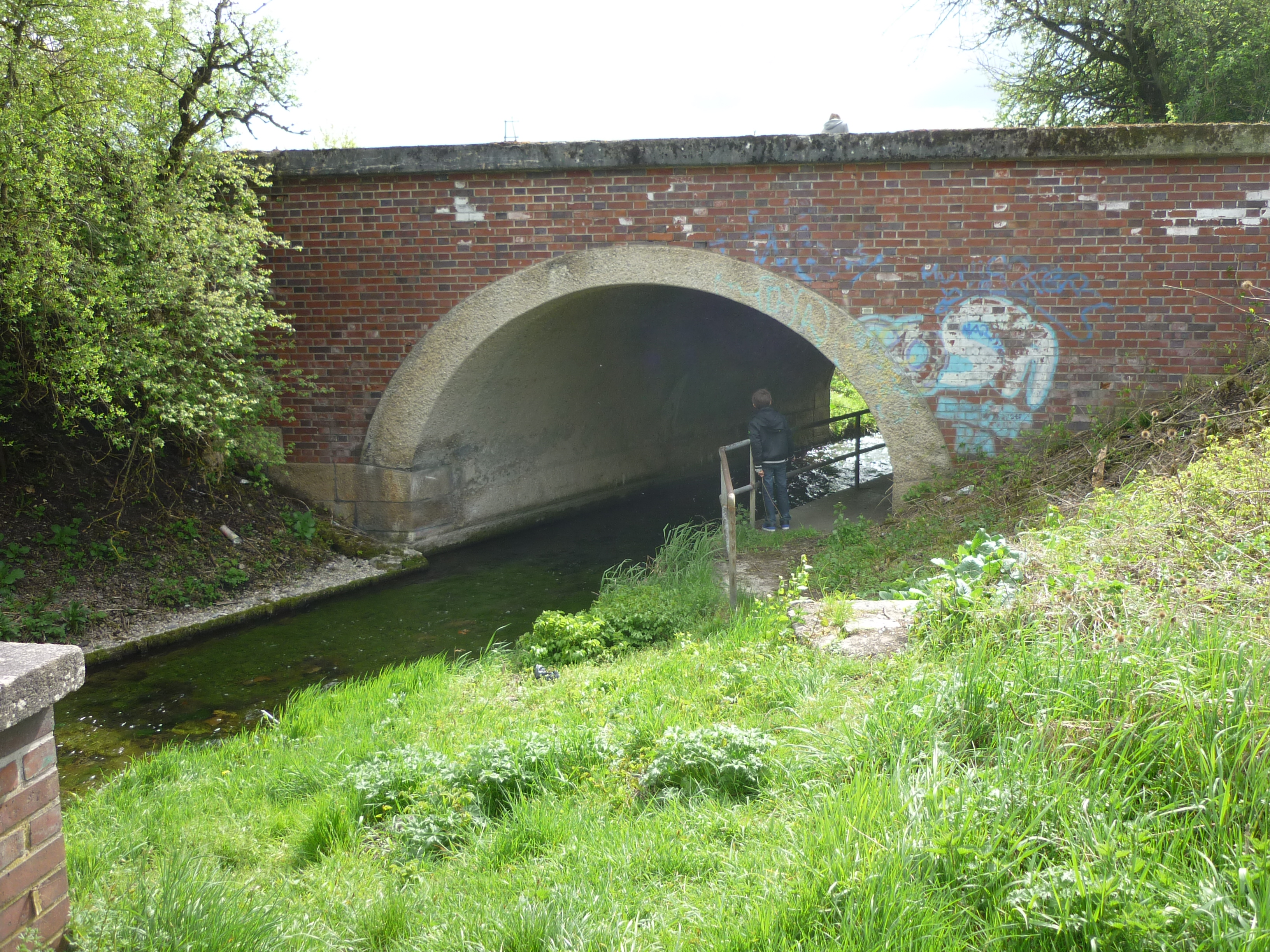
Bahnbrücke über den Hüllgraben

Im Norden Truderings kam es seit jeher regelmäßig zu Überschwemmungen durch das Wasser des bei Berg am Laim versickernden Hachinger Bachs. Östlich von Daglfing lag das zum Erdinger Moos gehörende Moorgebiet Johanneskirchener Moos. Bereits zu Anfang des 19. Jahrhunderts wurde das Gebiet durch die Vertiefung von Bächen und Neuanlage von Gräben teilentwässert; schon auf einer Karte von 1812 ist ein Mühlgraben verzeichnet, der ähnlich wie der heutige Hüllgraben und Abfanggraben verlief. Eine starke Absenkung des Grundwasserspiegels ergab sich durch den Bau des bis zu acht Meter unter dem Geländeniveau liegenden Abfanggrabens in den Jahren 1920 bis 1929.
1933 wurde aufgrund der häufigen Überschwemmungen eine 600 mm starke Rohrleitung gebaut, die das Wasser des Hachinger Bachs in den Hüllgraben leitet. Während des Zweiten Weltkriegs wurde der Hüllgraben weiter ausgebaut.
Am Riemer Feld in Daglfing wurde im Jahr 2000 ein naturnah gestalteter Seitenarm des Hüllgrabens angelegt.
Die Verlegung des Truderinger Hüllgrabens auf eine neue Trasse längs der S-Bahn nach Trudering wird von der Deutschen Bahn im Zug des Ausbaus der Truderinger Kurve und der Daglfinger Kurve geplant.